# Гамільтон (округ, Айова)
Шаблон:StateAbbr_ 42°22′55″ пн. ш. 93°42′39″ зх. д. / 42.381944444444° пн. ш. 93.710833333333° зх. д.
Округ  Гамільтон (англ. Hamilton County) — округ (графство) у штаті  Айова, США. Ідентифікатор округу 19079.

## Історія
Округ утворений 1856 року.

## Демографія
За даними перепису 
2000 року 
загальне населення округу становило 16438 осіб, зокрема міського населення було 7849, а сільського — 8589.
Серед мешканців округу чоловіків було 8137, а жінок — 8301. В окрузі було 6692 домогосподарства, 4600 родин, які мешкали в 7082 будинках.
Середній розмір родини становив 2,95.
Віковий розподіл населення поданий у таблиці:
| Стать    | До 15 років | 15-21 | 22-29 | 30-39 | 40-49 | 50-65 | 65-85 | Понад 85 |
| -------- | ----------- | ----- | ----- | ----- | ----- | ----- | ----- | -------- |
| Чоловіки | 1777        | 763   | 705   | 1133  | 1273  | 1242  | 1114  | 130      |
| Жінки    | 1655        | 677   | 664   | 1072  | 1205  | 1310  | 1415  | 303      |

## Суміжні округи
- Райт — північ
- Гардін — схід
- Сторі — південний схід
- Бун — південний захід
- Вебстер — захід

## Виноски
1. ↑  U.S. Decennial Census. United States Census Bureau. Архів оригіналу за 12 травня 2015. Процитовано 17 липня 2014.
2. ↑  Historical Census Browser. University of Virginia Library. Архів оригіналу за 11 серпня 2012. Процитовано 17 липня 2014.
3. ↑  Population of Counties by Decennial Census: 1900 to 1990. United States Census Bureau. Архів оригіналу за 22 квітня 2014. Процитовано 17 липня 2014.
4. ↑  Census 2000 PHC-T-4. Ranking Tables for Counties: 1990 and 2000 (PDF). United States Census Bureau. Архів оригіналу (PDF) за 18 грудня 2014. Процитовано 17 липня 2014.
5. ↑  State & County QuickFacts. United States Census Bureau. Архів оригіналу за 7 червня 2011. Процитовано 17 липня 2014.(англ.) Наведено за англійською вікіпедією.
6. ↑  American FactFinder. Бюро перепису населення США. Архів оригіналу за 21 травня 2008. Процитовано 31 січня 2008.

| США | Це незавершена стаття з географії США. Ви можете допомогти проєкту, виправивши або дописавши її. |